# Енцо Фернандез
Енцо Херемијас Фернандез (шп. Enzo Jeremías Fernández; Сан Мартин, 17. јануар 2001) је аргентински фудбалер који тренутно наступа за Челси. Игра на позицији везног играча.

## Успеси
Дефенса и Хустисија
- Копа судамерикана (1) : 2020.[5]
- Рекопа судамерикана (1) : 2021.[6]

Ривер Плејт
- Прва лига Аргентине (1) : 2021.[7]
- Трофеј шампиона (1) : 2021.[8]

Бенфика
- Прва лига Португалије (1) : 2022/23.[9]

Челси
- УЕФА Лига конференције (1) : 2024/25.[10]
- Светско клупско првенство (1) : 2025.[11]

Аргентина
- Светско првенство (1) :  2022.[12]
- Копа Америка (1) :  2024.

Појединачни
- Идеални тим Копа судамерикане: 2020.[13]
- Везни играч месеца у Првој лиги Португалије: август 2022,[14] октобар/новембар 2022.[15]
- Најбољи млади играч Светског првенства 2022.[16]
- ИФФХС идеални тим Јужне Америке 2022.[17]